# 番雅溝 (大字)
番雅溝，原寫為蕃雅溝，是臺灣彰化縣和美鎮的一個地名，位於該鎮西南部。相較於今日行政區，其範圍大致包括雅溝里、南佃里、源埤里西南部凸出部分南部。

## 歷史
台灣清治末期至日治初期，番雅溝地區為一街庄，稱為「蕃雅溝庄」，隸屬於線西堡。該庄北與七張犁庄為鄰，東與大霞佃庄為鄰，南邊為馬興庄、溝墘庄，西邊為頂番婆庄。
1901年（日治明治三十四年）11月，該庄隸屬於彰化廳。1909年（明治四十二年）10月，改隸屬於臺中廳。1920年（大正九年），該庄改制並雅化為「番雅溝」大字，隸屬於臺中州彰化郡和美庄。1943年，和美庄升格為和美街。
戰後和美街改制為和美鎮，隸屬於彰化縣，大字亦改制為里。

## 交通
縣道139甲線（彰草路三段）是和美塗厝至彰化的道路，大致以橫向經過番雅溝地區南部，往西北可至頂番婆、草港、和美，至塗厝接上縣道139號本線，往東南可前往彰化。
縣道135號（鹿和路六段）是和美至溪湖的道路，大致以北北東－南南西方向經過本地區西北部，往北北東可前往和美市區，往南南西可前往頂番婆、鹿港、溪湖。